# Abraham Gancwajch
Abraham Gancwajch (Częstochowa, 1902-Varsovia, 1943) fue un prominente colaboracionista nazi en el Gueto de Varsovia durante la ocupación de Polonia en la Segunda Guerra Mundial, y un "capo" judío del submundo del gueto. Las opiniones sobre sus actividades en el gueto son controvertidas, aunque la investigación moderna concluye por unanimidad que fue un informador y colaboracionsita motivado principalmente por el interés personal.

## Biografía
Gancwajch nació en Częstochowa, Polonia. De joven, fue aprendiz como periodista y editor en Łódź, y finalmente se fue de Polonia a Viena, Austria, donde trabajó como reportero sobre asuntos judíos para el periódico Gerechtigkeit (Justicia) editado por Irena Harand. Fue expulsado de Viena entre 1936 1938 y regresó a Polonia, donde ganó reputación como maestro y periodista sionista con una habilidad oratoria.
Después de la invasión alemana de Polonia,  apareció en Varsovia como refugiado de Łódź, y como persona con conexiones a Sicherheitsdienst (SD). Primero se convirtió en colaboracionista de los nazis como líder del Hashomer Hatzair, al entregar informes semanales de inteligencia a los alemanes. En diciembre de 1940 fundó la red del Grupo 13, una organización colaboracionista nazi judía en el Gueto de Varsovia, descrita por Gutman y Ringelblum como la "gestapo judía".
Gancwajch creía que los alemanes ganarían la guerra y pidió a los judíos de Varsovia que les sirvieran como un medio básico para sobrevivir. Predicó la colaboración con los conquistadores alemanes en un folleto que indignó a los residentes del Gueto. También fue un defensor del plan nazi de Madagascar para crear un asentamiento autónomo para todos los judíos bajo la protección del Tercer Reich en un país extranjero. Adam Czerniaków, a quien Gancwajch intentó usurpar como jefe de Judenrat, lo mencionó en su diario como "una criatura despreciable y fea". Janusz Korczak, que dirigía un orfanato en el gueto cuando se le preguntó por qué estaba tratando con él, respondió: "Veré al mismísimo diablo para salvar a mis hijos".
En el gueto de Varsovia, Gancwajch vivía una vida lujosa, recolectando grandes sumas de otros por diversos medios. Por otro lado, para apoyar las apariencias, ayudó a los pobres y a los artistas. Pero todas sus iniciativas se corrompieron; por ejemplo, estableció un hospital con ambulancias, pero la red pronto fue utilizada principalmente para el contrabando por el grupo 13, que también se convirtió en una red de extorsión que oficialmente habría de combatir el mercado negro en el gueto.
Después de que la mayoría del grupo 13 fuera eliminada por los alemanes en 1943, Gancwajch resurgió fuera del gueto en el lado ario en Varsovia, donde él y otros miembros de su grupo, pretendiendo ser combatientes subterráneos judíos, estaban buscando polacos que escondían o apoyaban los judíos. También fue el líder de la infame Żagiew, una organización judía patrocinada por la Gestapo. También se sabe que intentó sabotear los intentos del Levantamiento del Gueto de Varsovia. La Żydowska Organizacja Bojowa lo sentenció a muerte pero nunca pudo ejecutarlo. Su destino posterior permanece desconocido hasta el día de hoy. Según algunos informes, fue asesinado en la prisión de Pawiak en Varsovia en abril de 1943 junto con su esposa y su hijo después de ser arrestado en la zona aria alemana de la ciudad.